# Re di Thailandia

Stendardo reale della Thailandia

Il Re di Thailandia (พระมหากษัตริย์ไทย) è il capo di Stato della Thailandia (un tempo nota anche con il nome di Siam, nome dato dagli europei al Regno Ayutthaya e ufficialmente adottato solo nel 1782 da re Rama I) e il capo della dinastia Chakri, dal 1782 alla guida del paese.
Dal 13 ottobre 2016 il sovrano è Vajiralongkorn, in carica con il nome regale di Rama X; è succeduto al padre Rama IX.
La residenza ufficiale è il Grande Palazzo Reale e si trova nella capitale Bangkok. L'attuale sovrano ha tuttavia mantenuto la propria residenza alla Villa Amphorn Satharn, anch'essa a Bangkok, nel comprensorio di Palazzo Dusit.
La residenza ufficiale della regina madre, Sirikit, è il Palazzo Chitralada.

## Poteri

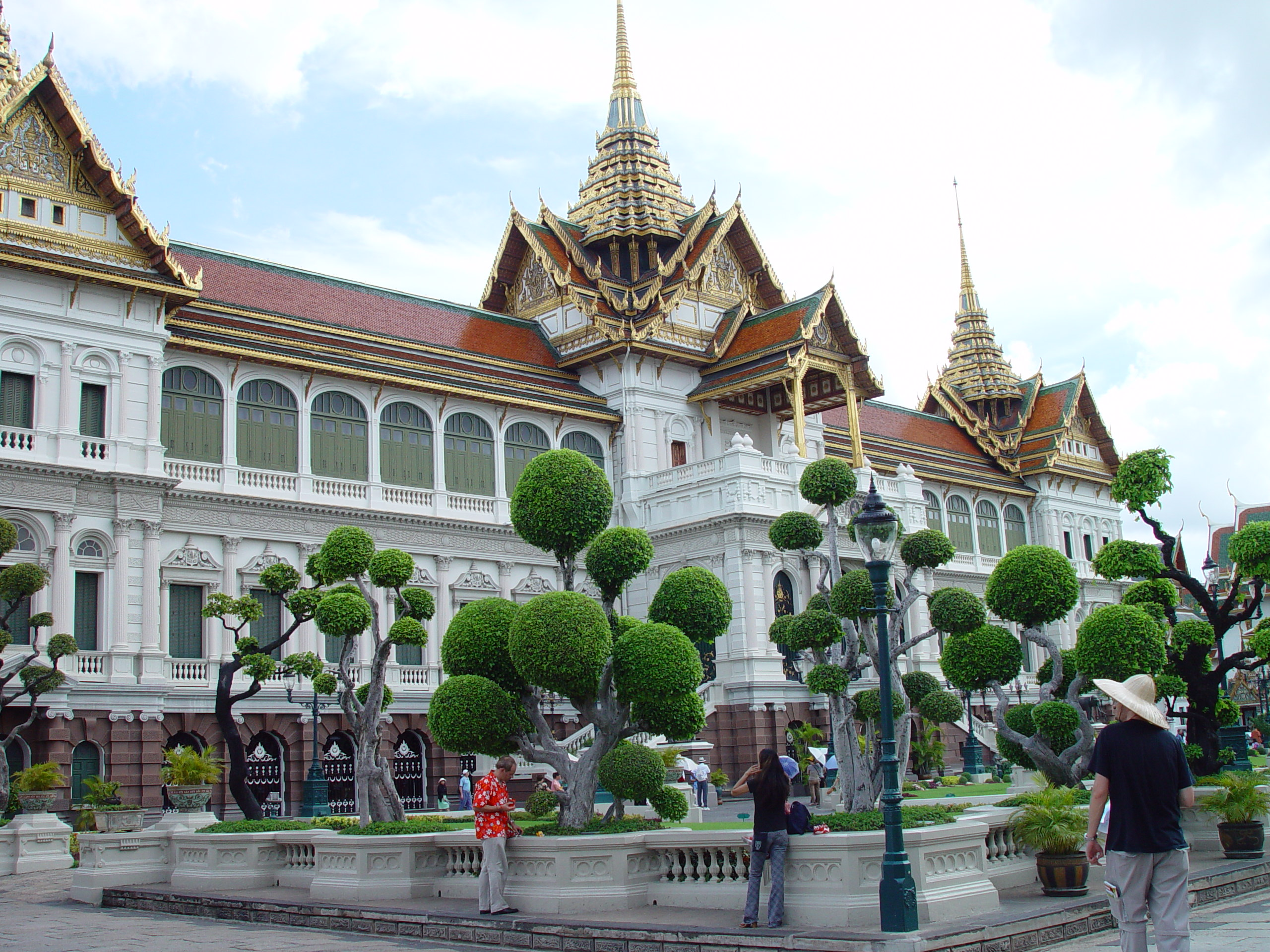
Il Grande Palazzo Reale, residenza ufficiale del Re di Thailandia

Fino al 1932 il sistema di governo era la monarchia assoluta e il sovrano aveva pieni poteri nel suo regno e sui suoi sudditi. In seguito alla rivoluzione siamese del 1932 il re fu costretto ad accettare il passaggio alla monarchia costituzionale, in cui il potere del re è limitato al ruolo di figura guida e simbolo della nazione. In Thailandia il reato di lesa maestà viene considerato gravissimo e punito duramente. Ogni costituzione promulgata dopo il 1932 tra le altre cose recita che il re: deve essere lasciato sul trono reale ed essere oggetto di riverente adorazione e non potrà essere oltraggiato.
Con l'entrata in vigore della costituzione gran parte dei poteri dello Stato passarono dalle sue mani a quelle del parlamento (il legislativo), del consiglio dei ministri (l'esecutivo), e del consiglio dei magistrati (il giudiziario). Il parlamento viene eletto dalla popolazione in elezioni democratiche. Al re rimangono alcuni poteri tra cui i più significativi sono quello di veto o di approvazione e promulgazione delle leggi emanate dal parlamento, e quello di concedere l'indulto. Il re è inoltre il capo delle forze armate reali e il difensore della fede Buddhista (che è la religione di Stato in Thailandia).

## Collaboratori del re
Il sovrano è assistito nei suoi doveri, nel suo lavoro e nei suoi rapporti col primo ministro dall'ufficio del segretario privato di Sua Maestà, dal Consiglio privato e dall'ufficio della famiglia reale. La nomina dei membri di questi tre enti è di esclusiva competenza del sovrano. L'agenzia della famiglia reale (in thailandese สำนักพระราชวัง , sam nak phra ratchawang) è un'agenzia di proprietà della casa reale e sovrintende alle responsabilità amministrative e cerimoniali, nonché alle elargizioni filantropiche dei regnanti. Si occupa inoltre della gestione del Grande Palazzo Reale e degli altri palazzi reali Vimanmek e Bang Pa-In.

## Patrimonio
L'immenso patrimonio della Casa reale è stato a lungo gestito dall'Agenzia della Proprietà della Corona. Fondata negli anni trenta del Novecento, fu inizialmente sotto il completo controllo del governo. Nel 1948 fu data buona parte del controllo a re Rama IX, coadiuvato da un gruppo di almeno quattro direttori tra cui il ministro delle Finanze. Nel luglio 2017 passò sotto il diretto controllo di re Vajiralongkorn (Rama X), che convinse il governo del dittatore militare Prayut Chan-o-cha a preparare la legge con cui fu stabilito il nuovo assetto.
Nel 2018 la proprietà dei beni della Casa reale fu trasferita a re Vajiralongkorn, a cui fu affidata la totale responsabilità e gestione dei beni stessi. I beni sono così diventati soggetti a tassazione, come quelli di ogni cittadino, mentre in precedenza erano esenti da tasse. Secondo una valutazione pubblicata dalla rivista Forbes, il valore dei beni gestiti dall'agenzia superava nel 2012 i 30 miliardi di dollari. Con l'intestazione dei beni e assumendone il controllo, Vajiralonkorn è diventato uno dei sovrani più ricchi del mondo. La monarchia thailandese possiede svariate regalie, che formano i Gioielli della Corona di Thailandia.

## Successione
La legge di successione prevede la primogenitura maschile; all'erede designato dal sovrano come successore viene concesso il titolo di Principe della Corona di Thailandia. Alla morte di un sovrano il trono spetta al primogenito maschio, in caso di rinuncia si passa al secondogenito maschio e così via. Non è permesso alle donne salire al trono se non in assenza di un erede maschio o nel caso in cui l'erede maschio rinunci. Gli emendamenti presenti nelle ultime costituzioni lasciano però intravedere la possibilità che il sovrano imponga la scelta di un successore femmina. Re Rama X, salito al trono nell'ottobre 2016, non ha ancora nominato il suo successore ufficiale.

## Lista di re di Siam e Thailandia
Il primo tra i principali regni che hanno portato alla formazione dell'attuale Regno di Thailandia è stato quello di Sukhothai, sottomesso e assorbito dal successivo Regno di Ayutthaya, distrutto dai birmani nel 1767. Dopo un periodo di caos nel Paese, il generale Taksin di Ayutthaya caccia i birmani; nel 1768 si fa incoronare re del nuovo Regno di Thonburi e riunifica il Siam. Nel 1782, una rivolta nella capitale costringe il re ad abdicare e il suo posto viene preso da Rama I, che fonda il Regno di Rattanakosin con la nuova capitale Bangkok. Dopo la rivoluzione siamese del 1932 e la conseguente concessione della monarchia costituzionale, lo Stato perde il nome Rattanakosin e conserva l'antico nome di Regno del Siam. Qualche anno dopo viene abbandonato il nome Siam, considerato di provenienza cinese dai nazionalisti e dai militari, e il regno prende il nome attuale di Thailandia. Sono quindi i sovrani di Sukhothai, Ayutthaya, Thonburi, Rattanakosin e Thailandia che compongono la lista dei sovrani di Thailandia.

### Re siamesi/thailandesi considerati "Grandi"

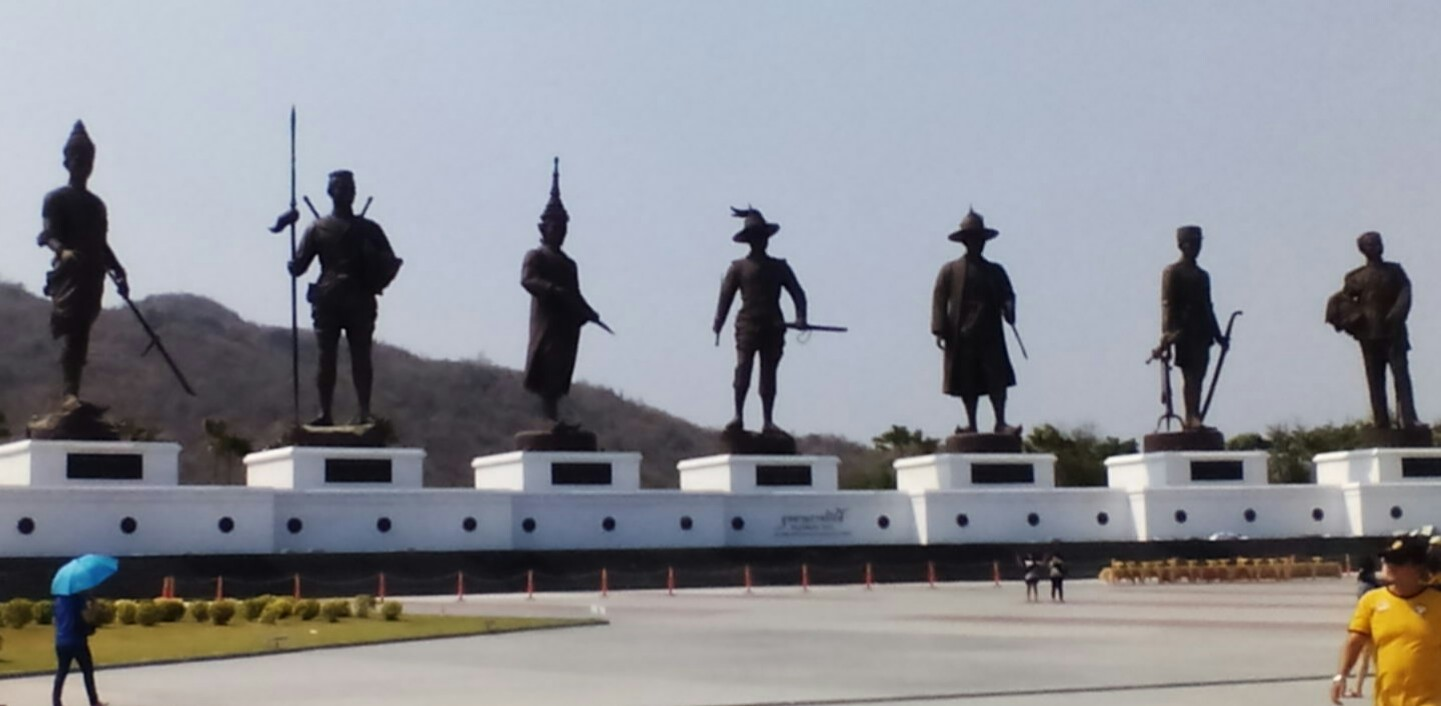
Da sinistra a destra, in ordine cronologico, le statue dei sette Grandi re del Siam, erette nei pressi di Hua Hin nel parco Lan Maharaj

Per il ruolo che hanno avuto nella formazione del Paese, sette monarchi siamesi hanno ottenuto l'appellativo "il Grande". A questi sovrani è stata dedicato il grande parco nella provincia di Prachuap Khiri Khan intitolato Lan Maharaj (monumenti dei Grandi re), dove sono state erette alla loro memoria grandi statue in bronzo che li raffigurano. Di seguito la lista di questi sovrani:
- Ramkhamhaeng, sovrano dal 1279 al 1298 del Regno di Sukhothai, che portò al periodo di maggior splendore. Grande conquistatore, impose l'influenza di Sukhothai su gran parte della regione. È inoltre considerato il creatore dell'alfabeto thailandese e contribuì all'affermazione del Buddhismo Theravada come religione di Stato.
- Naresuan, re dal 1590 al 1605 di Ayutthaya. Conquistò l'indipendenza dai birmani dopo 20 anni di sottomissione. Ampliò sensibilmente i confini del regno e ne assestò le finanze
- Narai, re di Ayutthaya dal 1656 al 1688 in un periodo di splendore del Siam, caratterizzato da una grande apertura alle potenze europee, in particolare ai francesi.
- Taksin, re di Thonburi dal 1768 al 1782. Cacciò i birmani che avevano conquistato Ayutthaya e riunificò il Siam, ampliandone i confini nei territori degli odierni Laos, Malesia e Cambogia
- Rama I, re di Rattanakosin dal 1782 al 1809, nonché fondatore di Bangkok e della dinastia Chakri, era stato generale nell'esercito di Taksin. Respinse gli attacchi birmani e consolidò il potere siamese sui territori conquistati da Taksin
- Rama IV, re di Rattanakosin dal 1851 al 1868, fu responsabile dell'apertura del Paese ai grandi progressi socio-economici provenienti dall'occidente e nella riforma del buddhismo in Siam.
- Rama V, re di Rattanakosin dal 1868 al 1910, riuscì a mantenere l'indipendenza del Siam nel periodo di maggiore espansione coloniale del Regno Unito e della Francia, pur concedendo ampi territori a queste potenze. Al pari del padre e predecessore Rama IV, contribuì in modo determinante all'ammodernamento del Paese

Nel 1987 venne conferito tale titolo anche a
- Rama IX[11][12][13][14], re di Thailandia dal 1946 al 2016, il suo regno è durato oltre settant'anni ed è stato il più lungo della storia del Paese e gli viene riconosciuto di aver agevolato la transizione della Thailandia verso la democrazia. Viene venerato come padre della nazione e l'anniversario del suo compleanno, il 5 dicembre, è stato associato alla festa del papà.